# Hans Bothmann
Hans Bothmann (Lohe-Rickelshof, 1911. november 11. – Heide (Holstein), 1946. április 4.) német torturer. Ő volt a chełmnoi koncentrációs tábor utolsó parancsnoka, 1942-től volt a Kulmhof néven is ismert hely vezetője. A róla elnevezett SS Special Detachment Bothmann vezetőjeként irányította például a lódźi gettó kiürítését. 1946. áprilisáig brit őrizet alatt állt, ekkor akasztotta fel magát.